# Kazimira Prunskienė

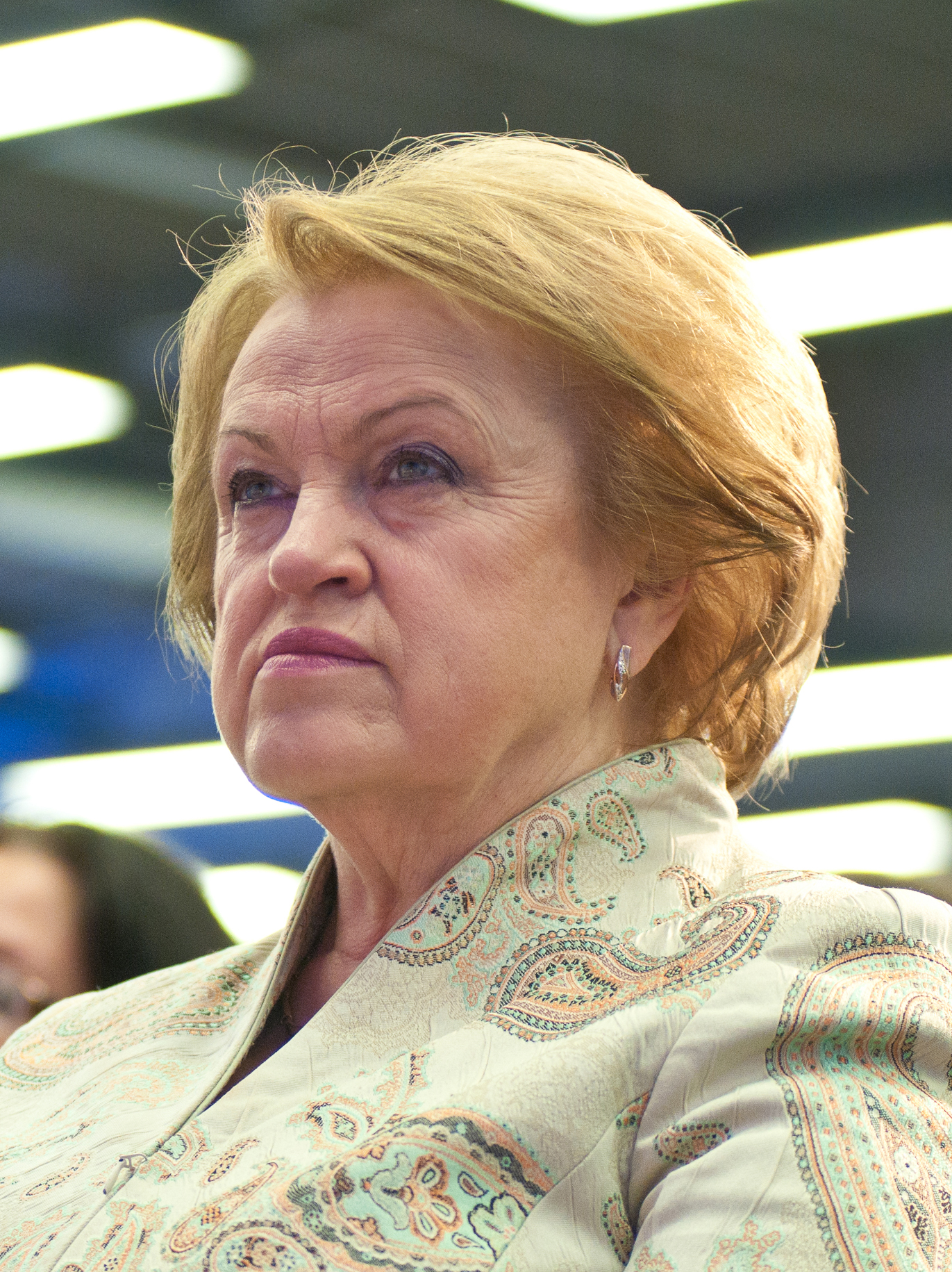
Kazimira Prunskienė (2010)

Kazimiera (offiziell: Kazimira) Danutė Prunskienė (anhörenⓘ) (* 26. Februar 1943 in Vasiuliškai in der Nähe von Švenčionys) ist eine litauische Politikerin. Sie ist ehemalige Premierministerin von Litauen und war bei der Präsidentenwahl 2004 Gegenkandidatin von Valdas Adamkus.

## Biographie

### Jugend und berufliche Karriere in der Sowjetunion
Prunskienės Vater wurde als Mitglied des im Juni 1940 begonnenen litauischen Aufstandes gegen die sowjetische Besatzung vom NKWD (Vorläufer des KGB) 1943 getötet, sodass sie vaterlos aufwuchs.
1965 machte sie ihren Cum-laude-Abschluss an der Universität Vilnius. Bis 1986 unterrichtete sie ebenda. 1971 begann sie ihre Dissertation im Bereich Wirtschaftswissenschaft, 1986 promovierte sie. 1982–83, 1986 und später arbeitete sie als wissenschaftliche Mitarbeiterin und Humboldt-Stipendiatin in der BRD. Von 1965 bis 1986 lehrte sie an der Fakultät für Wirtschaft der Vilniaus universitetas und von 1996 bis 2001 an der Vilniaus Gedimino technikos universitetas als Professorin. Von 1986 bis 1988 arbeitete sie am litauischen Institut für Agrarwissenschaft.

### Politische Laufbahn

#### Mitglied der Unabhängigkeitsbewegung und erste Premierministerin Litauens 1990
In die aktive Politik stieg Prunskienė 1988 ein, als eine der Initiatorinnen der Unabhängigkeitsbewegung Sąjūdis. Ebenso war sie an der Unterzeichnung der Urkunde zur „Wiederherstellung der Unabhängigkeit eines litauischen Staates“ beteiligt. Zeitgleich KP-Mitglied, wurde sie 1989 stellvertretende Ministerpräsidentin der Litauischen SSR.
1990–92 war sie Abgeordnete des provisorischen Nationalrates (der inzwischen wieder Seimas heißt). 1990–91 war Prunskienė die erste Premierministerin des wieder unabhängigen Litauen. Am 7. Januar 1991 reichte ihre Regierung nach heftigen Protesten in der Bevölkerung gegen massive Preiserhöhungen bei Grundnahrungsmitteln nach nur 10 Monaten Regierungszeit den Rücktritt ein.
Das war kurz vor den blutigen Übergriffen russischer (Sonder)Truppen am 13. Januar 1991 (Januarereignisse in Litauen 1991), in einer Zeit, in der die sowjetische Führung die Stimmung gegen die Regierung Litauens angeheizt hatte. Prunskienė hatte aber auch wenig Rückhalt im Parlament (Gegenspieler: Vytautas Landsbergis), das sie einer zu weichen Haltung gegenüber Moskau beschuldigte und in dem auch immer wieder das Gerücht zirkulierte, sie habe für den KGB gearbeitet.
Noch vor der Erlangung der Unabhängigkeit traf Prunskienė 1990 den damals regierenden US-Präsidenten George Bush, die britische Premierministerin Margaret Thatcher, den deutschen Bundeskanzler Helmut Kohl und den französischen Präsidenten François Mitterrand. Nach diesen Treffen war Michail Gorbatschow genötigt, sich zum Thema Litauen zu äußern. Im selben Jahr wurde sie in Rom wegen der erfolgreichen Wiederherstellung der litauischen Unabhängigkeit mit dem Minerva-Preis geehrt.

#### Politische Karriere nach 1991

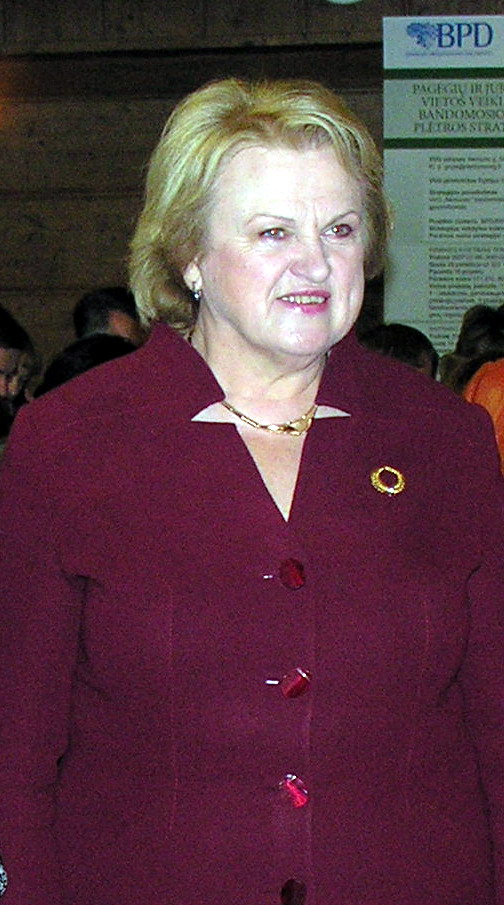
Kazimiera Prunskienė (2008)

1995 war Prunskienė Gründerin und Vorsitzende der Litauischen Frauenpartei, der späteren Neue Demokratie – Frauenpartei (Naujoji demokratija – Moterų partija). Im Jahre 2000 wurde sie mit der Ordensstufe des litauischen Großfürsten Gediminas II. und der Unabhängigkeitsmedaille ausgezeichnet.
Seit 2001 war Prunskienė Vorsitzende der Vereinigung der Parteien der Bauern und der Neuen Demokratie (Valstiečių ir Naujosios demokratijos partijų sąjunga), die im Jahre 2005 in Litauische Bauern- und Volksunion (Lietuvos valstiečių liaudininkų sąjunga) umbenannt wurde. Im Jahre 2001 wurde Frau Prunskienė wegen besonderer Verdienste mit dem deutschen Großen Bundesverdienstkreuz mit Stern ausgezeichnet.
2004 trat sie zur Präsidentenwahl an. Überraschend gelangte sie mit dem zweitbesten Stimmenergebnis in die Stichwahl gegen den hohen Favoriten Valdas Adamkus am 27. Juni, deren Ausgang bis in den späten Abend umstritten war. Letztlich erhielt sie 47,8 % der Stimmen bei einer allerdings niedrigen Wahlbeteiligung von knapp über 50 %. Viele der Stimmen können als Protest gegen die Amtsenthebung Rolandas Paksas’ gesehen werden. Ähnlich wie Paksas gehört auch Prunskienės Partei zu den Verteidigern der Rechte des kleinen Mannes. Ihre Stimmen erzielte sie dabei vor allem in den armen ländlichen, vom Wirtschaftsaufschwung der letzten Jahre wenig berührten Gebieten im Norden und Osten Litauens sowie bei der polnischen Minderheit um Vilnius.
Ähnlich wie bei Paksas, wurde während des Wahlkampfs verschiedentlich das Gerücht laut, ihre Kandidatur werde im Hintergrund von Russland unterstützt und aktiv gefördert. Auch das Gerücht über eine frühere KGB-Tätigkeit war 2003 wieder aufgekommen. Prunskienė, die diese Vorwürfe stets energisch bestritten hat, konnte hier einen Sieg vor Gericht davontragen.
In der Regierungskoalition, die im November 2004 von Sozialdemokraten, der Arbeitspartei und der Neuen Demokratie gebildet wurde, erhielt sie das Landwirtschaftsministerium. Auch unter dem neuen Ministerpräsidenten Gediminas Kirkilas (ab Juli 2006) behielt sie das Landwirtschaftsministerium bis 2008.
Bei der Parlamentswahl im Oktober 2008 verfehlte sie in der Stichwahl ihr Direktmandat von 2004 im Kreis Moletai-Švenčionys. Zudem schaffte ihre Partei LVLS die 5 %-Hürde nicht und ist nicht mehr in der Regierung vertreten. Politisch geschwächt von diesen Niederlagen verzichtete Prunskienė beim Parteikongress am 7. März 2009 auf die Kandidatur zur Wiederwahl als Parteivorsitzende, nachdem sie einige Tage zuvor bekannt gegeben hatte, ein weiteres Mal bei den Präsidentschaftswahlen (im Mai 2009) anzutreten. Sie begründete ihren Verzicht auch damit, als unabhängige Kandidatin wahrgenommen werden zu wollen – faktisch war ihre Niederlage mit der Tatsache, dass auf dem Parteikongress überhaupt Vorstandswahlen angesetzt worden waren, absehbar geworden. Nachfolger als Parteivorsitzender wurde ihr Rivale, der Gründer der erstmaligen Lietuvos valstiečių partija, Ramūnas Karbauskis.